# Malahija (knjiga)
Malahija je jedna od knjiga Biblije, dio Staroga zavjeta. Pripada u proročke knjige i to u skupinu 12 malih proroka (12 kraćih proročkih knjiga u Starome zavjetu). Biblijska kratica knjige je Mal. 
Ova proročka knjiga je posljednja napisana knjiga Staroga zavjeta. Napisao ju je prorok Malahija u drugoj polovici 5. st. pr. Kr. Nakon toga, uslijedilo je oko 400 godina "šutnje" do sv. Ivana Krstitelja i Isusova naučavanja. Malahijino ime znači "moj (Božji) glasnik". Nisu poznati detalji iz njegova života.
Malahija piše u vremenu, kada je jeruzalemski hram već ponovno sagrađen i obnovljen. Judejski narod više se ne klanja lažnim bogovima kao prije babilonskog izgnanstva, ali je nevjeran i ravnodušan prema Bogu. Narod je uputio osam pitanja Bogu, a On im je odgovorio preko proroka Malahije. Odgovori počinju riječima: "vi pitate". Bog im poručuje, da ih i dalje voli. Kritizira svećenike zbog ravnodušnosti i nemara. Oni su žrtvovali Bogu slijepu, hromu i bolesnu stoku (Mal 1,8), a zdravu čuvali za sebe. Narod je dobio opomenu, zbog razvoda i mješovitih brakova s nevjernicima, koji su častili druge bogove. Nisu ni postojani u dobru: "Jer ja, Jahve, ne mijenjam se, a vi se, sinovi Jakovljevi, mijenjate bez prestanka! Od vremena svojih otaca odstupate od mojih uredaba i ne čuvate ih (Mal 3,6-7)." Narod je pomislio, da se ne isplati biti dobar, kada se zli izvuku i napreduju. Bog ih poziva na obraćenje, hvali pravedne, obećava nagradu onima koji se poprave, a sud i kaznu pokvarenima: "I tada ćete opet razlikovati pravednika od grešnika, onoga koji služi Bogu od onoga koji mu ne služi. Jer evo dan dolazi poput peći užaren;oholi i zlikovci bit će kao strnjika (Mal 3,18-19). Na kraju se naviješćuje Dan Jahvin i spominju se Mojsije i Ilija.
Ova proročka knjiga citira se u Novom zavjetu oko 20 puta.